# Gmina Lubochnia
Die Gmina Lubochnia ist eine Landgemeinde im Powiat Tomaszowski der Woiwodschaft Łódź in Polen. Ihr Sitz ist das gleichnamige Dorf.

## Gliederung
Zur Landgemeinde Lubochnia gehören eine Reihe Dörfer mit einem Schulzenamt:
Brenica
Dębniak
Dąbrowa
Emilianów
Glinnik
Henryków
Jasień
Kochanów
Lubochenek
Lubochnia
Lubochnia-Górki
Lubochnia Dworska
Luboszewy
Marianka
Małecz
Nowy Glinnik
Nowy Jasień
Nowy Olszowiec
Olszowiec
Tarnowska Wola
Weitere Ortschaften der Gemeinde sind Albertów, Chrzemce, Cygan, Czółna, Jakubów, Kierz, Kruszewiec, Rzekietka und Szczurek.

## Söhne und Töchter der Gemeinde
- Jan Jóźwik (1952–2021), Eisschnellläufer